# 똣동-쭉동 전투
똣동-쭉동 전투(베트남어: Trận Tốt Động – Chúc Động / 陣崒洞 – 祝洞)는 베트남이 명나라의 통치에 맞서 일으킨 람선 봉기 중 주요 전투의 하나이다. 1426년 10월(일설에는 11월)에 발발하였다.

## 배경
레러이가 응에안(乂安)을 점령한 이후 연이어 주변 지역을 공격해 위세를 드날렸다. 이후 레러이는 직접 봉기군을 이끌고 동관성(東關城, 현재의 하노이)을 포위하였다. 명나라 조정은 이에 정이대장군(征夷大將軍) 왕통(王通), 참장(參將) 마영(馬瑛)으로 하여금 병사 5만을 이끌고 동관성을 구원하게 하였고, 그곳의 군사와 합치니 병력이 10만에 달하였다. 이후 왕통은 상서(尙書) 진흡(陳洽)과 병사를 세 갈래로 나누어 레러이를 공격하였다. 왕통은 병사를 고소도(古所渡, 현재의 탁텃현에 위치)에, 방정(方政)은 사퇴(沙堆, 현재의 뜨리엠현에 위치)에, 내관(內官) 마기(馬騏)는 타인우이(靑威)에 병사를 주둔시켰고, 군영을 서로 이어 설치하였다. 봉기군의 리찌엔(李篆), 도비(杜秘)는 병사를 보내 이들을 유인하였고, 복병으로 마기를 대패시키니 마기는 겨우 몸만 빼내어 왕통에게 달아났다. 봉기군은 승세를 타고 추격하였고, 방정은 마기가 패했다는 소식을 듣고 고소도로 물러나 왕통과 합쳤다.

## 전투
왕통은 봉기군이 반드시 고소도까지 추격해 올 것이라고 여기고 먼저 복병을 설치했다. 리찌엔은 고소도로 추격해 왔으나 왕통이 설치한 복병의 공격을 받고 패하여 고부(高部, 현재의 미르엉현, 쯔엉득현 일대에 위치)로 달아났다. 리찌엔은 사람을 타인담(淸潭, 현재의 타인찌현)에 보내 딘레, 응우옌씨에게 구원을 요청하였다. 딘레와 응우옌씨는 병사 3천과 전투용 코끼리 2마리를 이끌고 리찌엔을 구원하러 갔고, 똣동(崒洞, 현재의 미르엉현에 위치)과 쭉동(祝洞, 현재의 쯔엉득현에 위치)에 복병을 설치하였다. 이때 왕통도 리찌엔을 추격해 와서 영교(寧橋)에 병사를 주둔시킨 뒤 비밀리에 리찌엔 군의 후미로 군사를 보내 포성이 울리는 것을 신호로 양쪽이 리찌엔을 동시에 공격하도록 하였다.
그러나 왕통이 보낸 척후병이 딘레에게 사로잡혔고, 명나라군의 계획이 봉기군에게 넘어갔다. 딘레는 왕통의 계략을 역이용하기로 하여, 오경(五更) 때가 되자 포를 울렸고 명나라군이 즉시 대거 출격하였다. 당시 큰 비가 내리고 있었기 때문에 도로가 질퍽거려 행군하기 어려웠다. 명나라군은 똣동에 도착했고, 그때 딘레의 군사가 사방에서 공격해오자 명나라군은 대패하여 5만여 명이 죽고 1만여 명이 사로잡혔다. 또한 상서 진흡과 내관 이량(李亮)은 전사하였다. 왕통 또한 부상을 입고 방정, 마기와 함께 동관성으로 달아났다.

## 영향
전투 이후 봉기군은 더욱 우세해졌고, 지위가 더욱 튼튼해졌다. 왕통은 기가 꺾여 이전에 영락제가 내린 쩐 왕조의 황족 자손을 찾으라는 명령의 조서를 몰래 레러이에게 보내며 타인호아 이남의 지역 전부는 봉기군에게 할양하는 대신 쩐 왕조의 자손을 왕으로 세울 것을 요구하였다. 레러이는 이에 쩐까오를 왕으로 세우고 스스로는 위국공(衛國公)을 칭하며 명나라에 사신을 보내 책봉을 요구하였다. 왕통은 철군하겠다고 응답했으나 베트남의 토관(土官) 르엉니으홋(梁汝笏), 도주이쭝(杜維忠), 쩐퐁(陳封)의 권유를 받고 철군 생각을 버렸다.

## 의문점
베트남 사료에 따르면 이 전투에서 봉기군은 겨우 수천 명이었지만 명나라군은 총합 10만 명이었다. 근대 베트남의 역사학자 쩐쫑낌은 "봉기군이 수천 명의 병력으로 명나라군을 대파하고 5만을 참하며 1만을 사로잡았다는 것은 난해한 설명이다. 만약 그것이 사실이라면 명나라군은 어찌 매우 나약하고 무능한 것이 아니겠는가?"라고 하였다. 때문에 쩐쫑낌은 해당 자료가 후 레 왕조의 사관이 '한 쪽 편을 들어 사실과 맞지 않게 한 것'이라고 여겼다. 하지만 어쨌든 간에 이 전투는 한 차례의 큰 전투로서 명나라군이 대패하였다는 것이 사실이다.

## 참고 문헌
- 《대월사기전서》
- 《명사》
- 《월남사략》